# 駐日ブラジル大使館
駐日ブラジル大使館（ちゅうにちブラジルたいしかん、ポルトガル語: Embaixada do Brasil no Japão、英語: Embassy of Brazil in Japan）は、日本の首都東京にあるブラジルの在外公館。在東京ブラジル大使館（ポルトガル語: Embaixada do Brasil em Tóquio、英語: Embassy of Brazil in Tokyo）とも。建物は日系ブラジル人の建築家ルイ・オオタケによるもの。

## 住所
〒107-8633 東京都港区北青山2丁目11-12

## 大使
2022年10月28日より、オタヴィオ・エンヒッケ・ジアス・ガルシア・コルテスが特命全権大使を務めている。

## 総領事館
- 在東京ブラジル総領事館（五反田）
- 在名古屋ブラジル総領事館（名古屋）
- 在浜松ブラジル総領事館（浜松） - 2009年（平成21年）9月18日開館

## ビザ取得の際の注意
北青山の大使館で査証の申請は不可。五反田、名古屋、浜松の総領事館で申請すること。